# Посо, Маурисио
Маурисио Посо (исп. Mauricio Andrés Pozo Quinteros; род. 16 августа 1970, Сан-Висенте-де-Тагуа-Тагуа, Чили) — чилийский футболист, защитник, и футбольный тренер. Известен своими выступлениями за клубы «Депортес Консепсьон», «Кобрелоа» и сборную Чили.

## Биография
Маурисио Посо начал свою профессиональную карьеру в 1990 году в клубе «Магальянес». В 1992 году он перешёл в «Депортес Консепсьон», где провёл большую часть своей карьеры, сыграв 119 матчей и забив 14 голов. В 2001 году он присоединился к «Кобрелоа», где также показал себя как надёжный защитник. В 2006 году завершил карьеру в клубе «Сантьяго Морнинг».
В 2001 году Посо был вызван в сборную Чили, за которую сыграл 4 матча, включая участие в Кубке Америки 2001 года в Колумбии.
После завершения игровой карьеры Посо начал тренерскую деятельность. В 2009 году он возглавил «Сан-Антонио Унидо», а позже работал с «Сантьяго Морнинг» в качестве главного тренера.

## Личная жизнь
Маурисио Посо происходит из семьи, тесно связанной с футболом. Его отец Хуан и братья Пабло и Николас были профессиональными арбитрами. Пабло Посо судил матчи на чемпионате мира 2010 года.